# Barbara Malcotti
Barbara Malcotti (Tione di Trento, 19 februari 2000) is een Italiaans wielrenster die sinds 2022 rijdt bij de Amerikaanse wielerploeg Human Powered Health.

## Carrière
Malcotti reed tussen 2019 en 2021 bij de Italiaanse wielerploeg Valcar-Travel & Service. Namens deze ploeg won ze in 2019 het jongerenklassement in de Wielerweek van Valencia en startte ze in de Amstel Gold Race en Luik-Bastenaken-Luik. In 2020 reed ze voor het eerst de Ronde van Italië en de Ronde van Spanje die ze beide uitreed. In 2021 reed ze zelfs alle drie de Grote Rondes, waarvan haar 21e plaats in de Giro de beste bleek. Het jaar daarna stapte ze over naar Human Powered Health. Namens de Amerikaanse wielerploeg reed ze in 2023 en 2024 naar een top twintig klassering in het eindklassement van de Ronde van Italië. In 2023 behaalde ze haar eerste profoverwinning. In de zesde etappe van de Tour de l'Ardèche, die van Saint-Félicien naar Tain-l'Hermitage trok, kwam ze solo aan de finish. De Canadese Olivia Baril finishte bijna een halve minuut later.

## Overwinningen
2019
Jongerenklassement Wielerweek van Valencia
2023
6e etappe Tour de l'Ardèche

### Resultaten in voornaamste wedstrijden
| Jaar | Ronde van Italië | Ronde van Frankrijk | Ronde van Spanje |
| ---- | ---------------- | ------------------- | ---------------- |
| 2019 |                  |                     |                  |
| 2020 | 48e              |                     | 58e              |
| 2021 | 21e              | 26e                 | 61e              |
| 2022 |                  | uitgesloten         | 38e              |
| 2023 | 19e              | 24e                 |                  |
| 2024 | 15e              | opgave              |                  |
| 2025 | 8e               | 13e                 | 22e              |

| Jaar | Ronde van Vlaanderen | Amstel Gold Race | Luik-Bast.‑Luik | Trofeo Alfredo Binda | Strade Bianche | Waalse Pijl |
| ---- | -------------------- | ---------------- | --------------- | -------------------- | -------------- | ----------- |
| 2019 |                      | opgave           | opgave          |                      |                | 64e         |
| 2020 |                      |                  |                 |                      |                |             |
| 2021 |                      | 82e              | 26e             |                      |                | 37e         |
| 2022 | opgave               | 49e              | opgave          |                      | 73e            | 71e         |
| 2023 | 62e                  | opgave           |                 |                      |                | 89e         |
| 2024 |                      | 39e              | opgave          | 22e                  | 26e            | opgave      |
| 2025 |                      |                  |                 | 27e                  | 40e            |             |

## Ploegen
- 2019 –  Valcar-Cylance
- 2020 –  Valcar-Travel & Service
- 2021 –  Valcar-Travel & Service
- 2022 –  Human Powered Health
- 2023 –  Human Powered Health
- 2024 –  Human Powered Health
- 2025 –  Human Powered Health

Buysman · Christie · Christoforou · Clouse · Kröger · Kuijpers · MacPherson · Malcotti · Raaijmakers · Ray · Schmid · Williams · Yonamine
Buysman · Christie · Christofórou · Clouse · Cordon-Ragot (vanaf 6/4) · Van 't Geloof · Kröger · MacPherson · Malcotti · Pikulik · Raaijmakers · Schmid · Vandenbulcke · Williams · Wood · Yonamine
Birjoekova · Borghesi (vanaf 2/7) · Christie · Cordon-Ragot · Doebel-Hickok · Edwards · Grossetête · Kasper · Malcotti · D. Pikulik · W. Pikulik · Raaijmakers · Ragusa · Williams · Wood · Zanardi · Zanetti
Blanco · Borghesi · Cipressi · Coles-Lyster · Edwards · Grossetête · de Jong · Kasper · Malcotti · Mitterwallner · D. Pikulik · W. Pikulik · Raaijmakers · Ragusa · Schweinberger · Williams · Zanardi